# Ленка (певица)
Ленка (Ленка Крипач (Кршипач); англ. Lenka; англ. Lenka Kripac; род. 19 марта 1978, Бега, Новый Южный Уэльс, Австралия) — австралийская актриса, певица и автор песен. Широко известна исполнением песен собственного сочинения — «The Show» и «Everything At Once» (рус. «Всё сразу»), видеоклип на которую стал основой рекламного ролика операционной системы Windows 8 компании Microsoft.

## Биография
Ленка родилась в семье чехословацкого музыканта и учительницы из Австралии. Выросла на океанском побережье в австралийском штате Новый Южный Уэльс. Заниматься музыкой начала в 7 лет в Сиднее с поступлением в школу.
Будучи подростком, Ленка изучала актёрское мастерство в школе при Австралийском театре для детей и юношества, где занималась вместе с актрисой Кейт Бланшетт.

## Личная жизнь
Ленка замужем за художником Джеймсом Гулливером Хэнкоком. 27 сентября 2011 года она объявила, что беременна.
27 марта 2012 года родила мальчика по имени Куинн (англ. Quinn), о чём сообщила в Twitter. В марте 2016 года родила девочку по имени Этта. В настоящее время живёт попеременно в Сиднее, Австралия, и Бруклине, США.

## Карьера

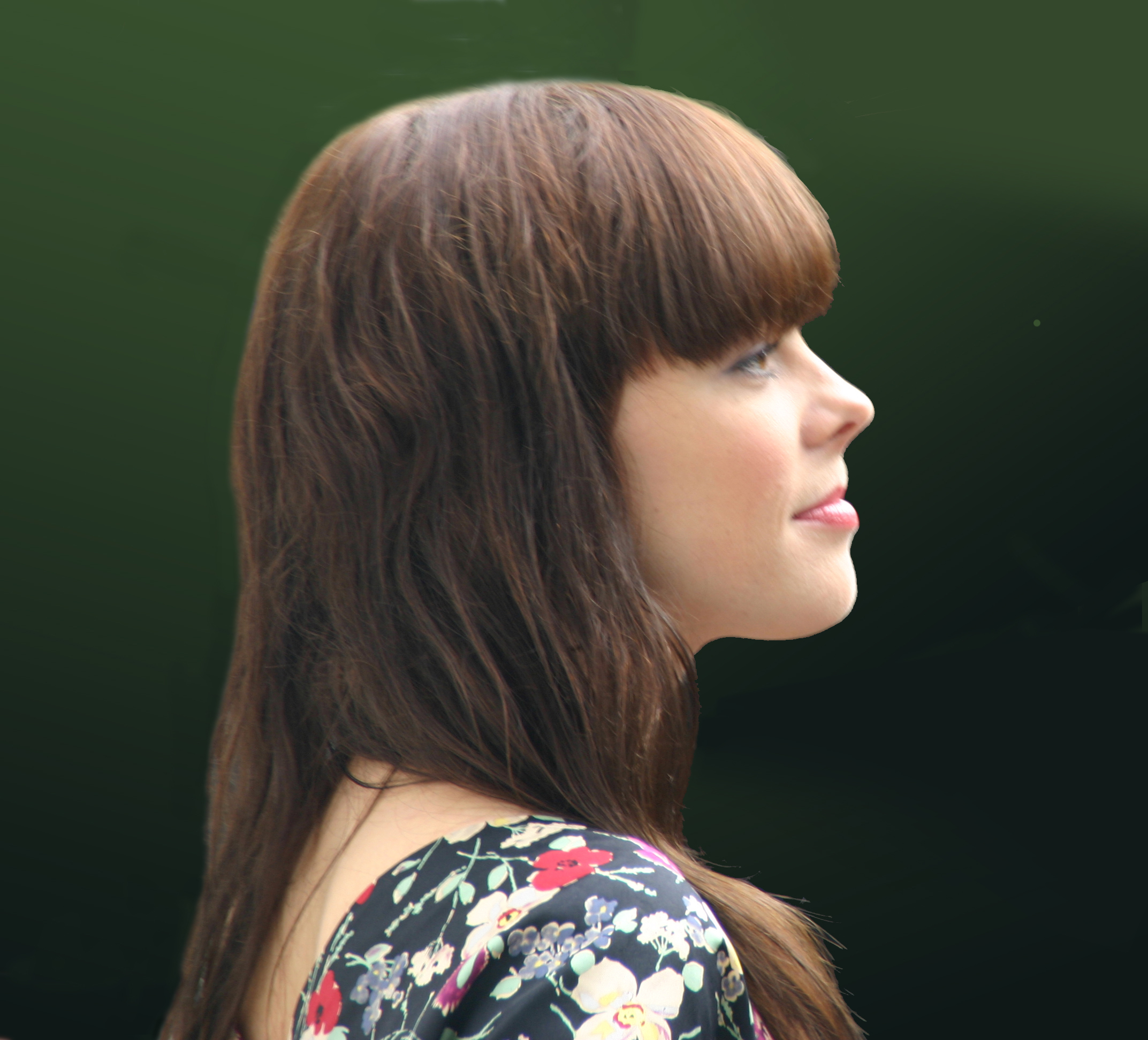
На фестивале в Баден-Бадене

### Актриса
В 1990-е годы Ленка снималась в сериале австралийского телеканала ABC-TV под названием GP  в роли Весны Капек. Была также ведущей канала Cheez TV и приглашённой звездой в ряде других австралийских телесериалов, таких, как Home And Away, Wild Side, Head Start и Чародей (англ. Spellbinder). Сыграла небольшие роли в кинофильмах The Dish и Lost Things, а также в ряде театральных постановок.

### Певица
C 2004 года выступала под своим настоящим именем в составе австралийской кроссовер-группы Decoder Ring, которая записала с её участием два из своих альбомов.
В 2007 году переехала в Калифорнию и начала соло-карьеру. В качестве артистического псевдонима певица использовала собственное имя, отбросив фамилию. 24 сентября 2008 года вышел её первый альбом, песня из которого под названием The Show стала первым вышедшим синглом певицы. В 2011 году композиция стала ключевым мотивом спортивной картины «Человек, который изменил всё» с Брэдом Питтом в главной роли. Альбом отметился 142 местом в американском чарте Billboard 200.
В 2010 году записала две песни для студийного альбома Atemlos немецкого музыкального проекта Schiller (Addicted и Sunrise).

## Дискография

### Альбомы
| Год                                                                                      | Информация о альбоме                                             | Высшая позиция в чарте | Высшая позиция в чарте | Высшая позиция в чарте | Высшая позиция в чарте | Высшая позиция в чарте | Высшая позиция в чарте | Высшая позиция в чарте | Сертификаты |
| Год                                                                                      | Информация о альбоме                                             | AUS                    | AUT                    | GER                    | POL                    | SUI                    | UK                     | USA                    | Сертификаты |
| ---------------------------------------------------------------------------------------- | ---------------------------------------------------------------- | ---------------------- | ---------------------- | ---------------------- | ---------------------- | ---------------------- | ---------------------- | ---------------------- | ----------- |
| 2008                                                                                     | Lenka - Вышел: 23 сентября 2008 - Лейбл: Epic                    | —                      | 30                     | 35                     | 4                      | 48                     | 58                     | 142                    | - POL: Gold |
| 2011                                                                                     | Two - Вышел: 19 апреля 2011 - Лейбл: Epic                        | —                      | —                      | —                      | —                      | 88                     | —                      | 196                    |             |
| 2013                                                                                     | Shadows - Вышел: 4 июня 2013 - Лейбл: Skipalong Records          | —                      | —                      | —                      | —                      | —                      | —                      | —                      |             |
| 2015                                                                                     | The Bright Side - Вышел: 16 июня 2015 - Лейбл: Skipalong Records | —                      | —                      | —                      | —                      | —                      | —                      | —                      |             |
| 2017                                                                                     | Attune - Вышел: 13 октября 2017 - Лейбл: Skipalong Records       |                        |                        |                        |                        |                        |                        |                        |             |
| «—» означает, что данная запись не выпускалась на этой территории либо не вошла в чарты. |                                                                  |                        |                        |                        |                        |                        |                        |                        |             |

### Синглы
| Год                                                                                      | Название                | Высшая позиция в чарте | Высшая позиция в чарте | Высшая позиция в чарте | Высшая позиция в чарте | Высшая позиция в чарте | Высшая позиция в чарте | Высшая позиция в чарте | Высшая позиция в чарте | Высшая позиция в чарте | Высшая позиция в чарте | Высшая позиция в чарте | Высшая позиция в чарте | Альбом          |
| Год                                                                                      | Название                | AUS                    | AUT                    | BEL (Vl)               | CAN                    | CZE                    | GER                    | IRE                    | JPN                    | NED                    | NOR                    | SWI                    | UK                     | Альбом          |
| ---------------------------------------------------------------------------------------- | ----------------------- | ---------------------- | ---------------------- | ---------------------- | ---------------------- | ---------------------- | ---------------------- | ---------------------- | ---------------------- | ---------------------- | ---------------------- | ---------------------- | ---------------------- | --------------- |
| 2008                                                                                     | «The Show»              | 65                     | 13                     | 54                     | —                      | 35                     | 23                     | —                      | 24                     | —                      | —                      | 21                     | 22                     | Lenka           |
| 2009                                                                                     | «Trouble Is a Friend»   | —                      | —                      | —                      | —                      | —                      | 65                     | —                      | —                      | —                      | 10                     | —                      | —                      | Lenka           |
| 2011                                                                                     | «Heart Skips a Beat»    | —                      | —                      | 53                     | —                      | —                      | —                      | —                      | —                      | —                      | —                      | —                      | —                      | Two             |
| 2011                                                                                     | «Two»                   | —                      | —                      | —                      | —                      | —                      | —                      | —                      | —                      | —                      | —                      | —                      | —                      | Two             |
| 2012                                                                                     | «Everything At Once»    | —                      | —                      | 25                     | 69                     | —                      | 19                     | 63                     | —                      | 27                     | —                      | —                      | 76                     | Two             |
| 2013                                                                                     | «Heart to the Party»    | —                      | —                      | —                      | —                      | —                      | —                      | —                      | —                      | —                      | —                      | —                      | —                      | Shadows         |
| 2013                                                                                     | «Nothing Here but Love» | —                      | —                      | —                      | —                      | —                      | —                      | —                      | —                      | —                      | —                      | —                      | —                      | Shadows         |
| 2013                                                                                     | «After the Winter»      | —                      | —                      | —                      | —                      | —                      | —                      | —                      | —                      | —                      | —                      | —                      | —                      | Shadows         |
| 2015                                                                                     | «Blue Skies»            | —                      | —                      | —                      | —                      | —                      | —                      | —                      | —                      | —                      | —                      | —                      | —                      | The Bright Side |
| 2017                                                                                     | «Lucky»                 |                        |                        |                        |                        |                        |                        |                        |                        |                        |                        |                        |                        | Attune          |
| 2017                                                                                     | «Heal»                  |                        |                        |                        |                        |                        |                        |                        |                        |                        |                        |                        |                        | Attune          |
| «—» означает, что данная запись не выпускалась на этой территории либо не вошла в чарты. |                         |                        |                        |                        |                        |                        |                        |                        |                        |                        |                        |                        |                        |                 |